# 아사히촌 (지바현 히가시카쓰시카군)
아사히촌(旭村)은 지바현 히가시카쓰시카군에 설치되었던 촌이다. 현재의 노다시에 해당한다.